# Cläre Blaeser
Cläre Blaeser (* 26. Mai 1900 in Elberfeld; † 25. September 1996 in Wuppertal) war eine deutsche Kommunalpolitikerin und Mitglied des Landtages Nordrhein-Westfalen (FDP).

## Leben
Blaeser besuchte die Volksschule, machte ihre mittlere Reife und absolvierte eine private Handelsschule. Von 1917 bis 1945 war sie als kaufmännische Angestellte bei einer Firma der Spezialmaschinen-Industrie tätig. Sie hatte eine weitere Tätigkeit als Abteilungs- und Büroleiterin bis Mai 1945. Von Dezember 1945 bis Januar 1946 war sie Geschäftsführerin des Kreisverbandes Wuppertal der FDP.
Ab 1949 war sie Stadtverordnete in Wuppertal, vom 5. Juli 1950 bis 4. Juli 1954 war sie Mitglied des Landtages Nordrhein-Westfalen. Sie wurde in der 2. Wahlperiode im Wahlkreis 054 Wuppertal-Elberfeld-Nord direkt gewählt.

## Ehrungen
Blaeser wurde 1969 mit dem Ehrenring der Stadt Wuppertal ausgezeichnet.
Mit Beschlussvorlage der Stadt Wuppertal vom 29. Januar 2008 erhielt eine Erschließungsstraße im Neubaugebiet westlich der Unihalle (B-Plan 967) den Namen Cläre-Blaeser-Straße.
Gemeinsam mit ihrer Schwester Leni wurde ihr der Titel Gerechte unter den Völkern (2017) verliehen.